# Contarinia humuli
Contarinia humuli är en tvåvingeart som först beskrevs av Theobald 1909.  Contarinia humuli ingår i släktet Contarinia och familjen gallmyggor. Inga underarter finns listade i Catalogue of Life.